# Shoku Nihon Kōki
Das Shoku Nihon Kōki (jap. 続日本後紀, dt. „Fortsetzung der späteren Annalen Japans“) ist eine offizielle Chronik Japans für die Jahre 833 bis 850. Sie gehört als vierter Teil zu den sechs offiziellen Reichsgeschichten (Rikkokushi) und umfasst 20 Faszikel. Als Herausgeber des Shoku Nihon Kōki gelten Fujiwara no Yoshifusa und Haruzumi no Yoshitada.

## Überblick
Die Kompilation dieser Chronik begann 855 auf Anordnung des Tennō Montoku. Als Fortsetzung des Nihon Kōki deckt sie die Regierungszeit seines Vaters, des Tennō Nimmyō ab. Die Chronik wurde 869 abgeschlossen.
Der in klassischem Chinesisch verfasste Text behandelt den Zeitraum von 18 Jahren zwischen 833 und 850. Es ist die erste Chronik, die die Herrschaft nur eines Tennōs verzeichnet. Zudem beschreibt es die Ereignisse um den Jōwa Aufstand 842 (承和の変, Jōwa no Hen). Die Kompilation übernahmen Fujiwara no Yoshifusa, Tomo no Yoshio, Haruzumi no Yoshitada und Yasuno no Toyomichi. Die ältesten erhaltenen Textteile entstammen der Hōen-Zeit (1135–1141).